# Головченко Анатолій Петрович
Анатолій Петрович Головченко (3 серпня 1911, Євсуг — 31 березня 1976, Київ) — радянський офіцер, Герой Радянського Союзу, в роки німецько-радянської війни командир батальйону 33-ї гвардійської мотострілецької бригади 9-го гвардійського танкового корпусу 2-ї гвардійської танкової армії 1-го Білоруського фронту, гвардії майор.

## Біографія
Народився 3 серпня 1911 року в селі Євсузі (тепер Біловодського району Луганської області) в селянській родині. Українець. Член КПРС з 1939 року. Закінчив сім класів середньої школи. Працював бурильником на шахті міста Стаханова Луганської області.
У 1933 році призваний до лав Червоної Армії. У 1939 році закінчив Одеське військове піхотне училище, в 1942 році — курси «Постріл». У боях німецько-радянської війни з 22 червня 1941 року. Воював на 1-му Білоруському фронті.
Відзначився у боях за визволення Польщі. У ніч на 20 січня 1945 року батальйон почав штурм сильно укріпленого міста Бжесця-Куявського і оволодів містом. У ході бою було знищено до 300 ворожих солдатів і офіцерів, захоплено 50 підвод з військовим спорядженням, 16 гранатометів і багато іншої зброї. 22 січня 1945 року батальйон, діючи в передовому загоні, увірвався в населений пункт Подгуже (нині в межах польського міста Торуня), забезпечивши вихід бригади до Вісли.
Указом Президії Верховної Ради СРСР від 27 лютого 1945 року за мужність і героїзм, проявлені в боях за визволення Польщі і вміле командування батальному гвардії майору Головченку Анатолію Петровичу присвоєно звання Героя Радянського Союзу з врученням ордена Леніна і медалі «Золота Зірка» (№ 5760).

Могила Анатолія Головченка

Після закінчення війни продовжив службу в армії. З 1957 року підполковник А. П. Головченко — в запасі. Працював інженером інституту фізики. Жив у Києві. Помер 31 березня 1976 року. Похований у Києві на Байковому кладовищі.

## Нагороди
Нагороджений орденами Леніна, Червоного Прапора, Суворова 3-го ступеня, Вітчизняної війни 1-ї та 2-го ступенів, трьома орденами Червоної Зірки, медалями.